# Крейг, Джанрик, 3-й виконт Крейгавон
Джанрик Фрейзер Крейг, 3-й виконт Крейгавон (англ. Janric Craig, 3rd Viscount Craigavon; 9 июня 1944 — 31 марта 2025) — британский пэр и дипломированный бухгалтер.

## Биография
Родился 9 июня 1944 года в известной ольстерской семье. Единственный сын Джеймса Крейга, 2-го виконта Крейгавона (1906—1974), и Анджелы Фионы Татчелл (1918—2007). Он получил образование в Итонском колледже, Беркшир, и в Лондонском университете, который он окончил со степенью бакалавра искусств и бакалавра наук.
18 мая 1974 года после смерти своего отца Джанрик Крейг унаследовал титулы 3-го виконта Крейгавона из Стормонта и 3-го баронета Крейга из Стормонта.
Лорд Крейгавон являлся членом Исполнительного комитета Англо-Австрийского общества. В 1998 году он стал командором ордена Льва Финляндии, в следующем году — командором Шведского Королевского ордена Полярной звезды, а в 2006 году — рыцарем Датского ордена Даннеброга.
Джанрик Крейг — бывший попечитель образовательного фонда «Прогресс», а бывший советник Фонда. Он был покровителем гуманистической ассоциации Великобритании, членом парламентской группы гуманистов.
Он являлся одним из 92 наследственных пэров, избранных в Палату лордов после принятия Закона о Палате лордов 1999 года; был независимым депутатом.
Не был женат и не имел детей.
Скончался 31 марта 2025 года.